# Пост ЕЦ-2
Пост ЕЦ-2 — колійний пост Південно-Західної залізниці (Україна), розміщений на території фастівського залізничного вузла, в місці розгалуження лінії від станції Фастів II в напрямку станції Фастів I і в напрямку зупинного пункту Потіївка. Відстань до ст. Фастів I — 2 км, ст. Миронівка — 101 км.
Відкритий 2007 року.